# 雪月花
雪月花（せつげつか、せつげっか）は、白居易の詩「寄殷協律」の一句「雪月花時最憶君（雪月花の時　最も君を憶ふ）」による語。雪・月・花という自然の美しい景物を指す語である。

## 概要
殷協律は白居易が江南にいたときの部下であり、長安からこの詩を贈ったものである。この詩における「雪月花の時」は、それぞれの景物の美しいとき、すなわち四季折々を指す語であった。そうした折々に、遠く江南にいる殷協律を思うというのである。
「雪月花」は、日本の芸術・美術の特質の一つとしても捉えられており、日本においては、この語句が詩歌だけでなく、以下に述べる含みを持つ語として使われるようになった。
「雪月花」は日本の詩歌においては、これら三種を一度に取り合わせたものを指すものとしてしばしば用いられる。日本語における初出は『万葉集』巻18に残る大伴家持の歌である。「宴席詠雪月梅花歌一首」と題して「雪の上に　照れる月夜に　梅の花　折りて贈らむ　愛しき子もがも」（4134）の歌がある。すなわち月の明るい折に、雪と花をあわせたものを提示するという遊戯的な設定を和歌の題材としたものである。この取り合わせは『枕草子』の一節に村上天皇の挿話として見え、日本の宮廷文化においては、しばしば珍しい取り合わせとして、また「最君憶」（最も君を憶う）との連想において好まれた。「雪月花時最憶君」は『和漢朗詠集』交友の部に前句とともに採られており、先に触れた村上天皇の挿話もこの連想を下敷きにしたものである。なお、大伴家持の歌は749年・32歳の作で、白居易の詩は825年・54歳頃の作と考えられている。
音読語としては「雪月花」が用いられることが多いが、和語としては「月雪花」（つきゆきはな）の順で用いることが伝統的。
現代では伝統的な日本の美の感覚を連想させる語として、様々な場所で用いられている。地方自治法施行60周年記念貨幣の1000円銀貨共通裏面のデザインにも採用されている。
1914年の宝塚歌劇団の組の花・月・雪という組分けもここから来ている。
なお、この雪月花に「風」を加えた「雪月風花（せつげつふうか）」という語も存在し、4つの文字それぞれが「冬（雪）」、「秋（月）」、「夏（風）」、「春（花）」の四季に対応している。

## 三種の景物
時代が下ると、雪月花は主に雪・月・桜の取り合わせとして理解され、この三種の景物、さらにはそうした景物をめでる風流な態度そのものを示す語句として理解されるようになった。
- 日本三景

雪 - 天橋立
月 - 松島
花（紅葉を花に見立てる） - 宮島
- 日本三名園

雪 - 兼六園
月 - 後楽園
花（梅） - 偕楽園